# Mysidopsis scintilae
Mysidopsis scintilae är en kräftdjursart som beskrevs av Roberto Esser dos Reis och Silva 1987. Mysidopsis scintilae ingår i släktet Mysidopsis och familjen Mysidae. Inga underarter finns listade i Catalogue of Life.